# مايكل كاتس
مايكل كاتس (بالإنجليزية: Michael Katz)‏ هو كاتب حول الرياضة وصحفي أمريكي، ولد في 2 ديسمبر 1939.

## وصلات خارجية
- مايكل كاتس على موقع IMDb (الإنجليزية)